# Chlorogomphus splendidus
Chlorogomphus splendidus är en trollsländeart som beskrevs av Selys 1878. Chlorogomphus splendidus ingår i släktet Chlorogomphus och familjen kungstrollsländor. Inga underarter finns listade i Catalogue of Life.